# مقاطعة أوستن (تكساس)
مقاطعة أوستن (بالإنجليزية: Austin  County)‏ هي إحدى المقاطعات في ولاية تكساس، الولايات المتحدة الأمريكية، يبلغ عدد سكانها 28,417 نسمة طبقا لإحصاء عام 2010 .

موقع المقاطعة في ولاية تكساس